# Тинслей, Уильям
Уильям Тинслей (англ. William Tinsley; 13 июля 1831 Лондон, Англия — 1 мая 1902, Вуд Грин, Англия) — британский издатель, вместе со своим братом Эдвардом основавший компанию «Братья Тинслей», издававшую многих популярных писателей того времени, среди которых Мэри Элизабет Браддон, Шеридан Ле Фаню и Уилки Коллинз.

## Биография
Уильям Тинслей родился в деревне Саут-Миммс, располагающейся к северу от Лондона. Несмотря на то, что его мать Сара, дочь местного ветеринара, была грамотной, его отец Вильям (род. 1800), охотник, не ценил образование, и его сын посещал школу лишь несколько лет. К девяти годам Уильям уже занимался полевыми работами, такими как отпугивание птиц.
В 1852 году, в возрасте семнадцати лет, младший брат Уильяма Эдвард переехал в Лондон, чтобы работать в расположенном в Найн-Элмс (англ. Nine Elms) инженерном цехе компании London and South Western Railway. Через несколько месяцев Уильям последовал за ним в Лондон, пройдя пешком от Саус-Миммс до Ноттинг-Хилла, где он быстро нашел работу и жильё.
Оба брата увлекались книгами. Уильям по вечерам ходил по книжным лавкам, а Эдвард уволился из железнодорожной компании, чтобы работать в небольшом журнале «Diogenes». В 1854 году братья основали компанию Братья Тинслей (Tinsley Brothers), хотя официальное создание, видимо, произошло в 1858 году. 26 апреля 1860 года Уильям женился на Луизе Роули (1830 — 25 декабря 1899 года), всего у них было шесть дочерей.
После непримечательного начала у компании случился первый значительный успех — первый роман Мэри Элизабет Браддон, «Тайна леди Одли» (англ. Lady Audley's Secret), опубликованный в 1862 году. Эта книга принесла огромную прибыль «Братьям Тинслей», и, кроме того, имя издательства начало ассоциироваться с жанром sensation novel. Эта ассоциация только укрепилась после выхода других романов Браддон, книг Уиды, Шеридана Ле Фаню и, в особенности, «Лунного камня» Уилки Коллинза.
В 1866 году Эдвард умер от инсульта, и Уильям стал руководить компанией в одиночку. Он продолжил издавать новых авторов, в частности, первые книги Томаса Харди и Джорджа Генти (англ. G. A. Henty), и первые романы Ричарда Джеффериса. В случаях с Харди и Джефферисом, он разделил с авторами часть финансовых рисков, запросив у них 75 и 60 фунтов соответственно.[уточнить] Харди пришел к Тинсли с романом «Отчаянные меры» (англ. Desperate Remedies) из-за его репутации как издателя жанра «sensation novel». Однако, подобно ранним работам Джеффериса, книга не получила популярности, и Харди вернул себе лишь 59 фунтов, 12 шиллингов и 6 пенни от вложенных 75 фунтов. Несмотря на это, Харди позже вернулся, чтобы опубликовать «Под деревом зелёным» (англ. Under the Greenwood Tree). Тинсли купил права на роман за 30 фунтов, но он вновь не окупился. «Пара голубых глаз» (англ. A Pair of Blue Eyes) была очередной коммерческой неудачей. Позднее Харди публиковался (более успешно) уже в других издательствах.
Вскоре после смерти брата, в 1867 году, Уильям решил начать выпускать журнал «Tinsleys'», после того, как ему не удалось купить журнал «Temple Bar» (англ. Temple Bar Magazine). В журнале публиковались рассказы и, по частям, более крупные формы, например, «Пара голубых глаз» Томаса Харди. Журнал издавался с 1868 по 1884 год, его редактором был сначала Эдмунд Йейтс, затем сам Тинслей, и, в конце, помощник Уильяма Эдмунд Дауни. Журнал ни разу не имел успеха, часто приносил огромные убытки, но Тинслей считал его хорошей рекламой для книг издательства.
В последние годы существования компания терпела череду неудач, и к 1887 году имела долги в 1000 фунтов. Несколько книг, выпущенных от имени издательства в 1888 году, скорее всего, были заказаны у типографий ещё до банкротства. Тинслей пережил свою компанию на 14 лет, и в 1900 году оставил мемуары. Он умер от хронического нефрита в своем доме в Вуд-Грин (англ. Wood Green) 1 мая 1902 года.